# 内山高志
内山 高志（うちやま たかし、1979年11月10日 - ）は、日本の元プロボクサー、実業家。埼玉県春日部市出身。ワタナベボクシングジム所属。元WBA世界スーパーフェザー級スーパー王者。
「ノックアウト・ダイナマイト」の異名を持ち、日本におけるボクシング世界王者として歴代3位となる11回連続防衛の記録を保持した。入場曲はThree 6 Mafiaの「It's A Fight」。

## 来歴

### アマチュア時代
長崎県の三人兄弟の次男として生まれ、幼少期に埼玉県春日部市に転居。小学校時代は内牧少年野球クラブで野球に親しみ、春日部市立春日部中学校時代にはサッカー部に所属。辰吉丈一郎や川島郭志などの影響を受け、ボクシングの強豪である花咲徳栄高校に進学し、ボクシングに転向した。高校3年時の1997年に初の全国大会出場となる高校総体にバンタム級で出場しベスト8入り。同年のなみはや国体少年の部バンタム級では榎洋之らを倒し準優勝した。
高校卒業後はボクシングの名門である拓殖大学に進学。しかし、補欠にも選ばれず同級生の荷物運びという厳しい扱いを受ける。この屈辱をばねにして努力を重ね 、階級もライト級に上げた。大学4年時の2001年には新世紀・みやぎ国体で、当時アマチュア最強とされた飯田育夫（日本大学）を追いつめたものの判定で敗れた。同年の全日本アマチュアボクシング選手権大会では飯田を破り優勝。
大学卒業後、高知県の久保建設に事務員として勤務しながら2002年のよさこい高知国体で優勝し、全日本選手権を連覇。同年に行われたタイ王国主催のキングスカップでは、優勝したアトランタオリンピック金メダリストのソムラック・カムシンに敗れ、銅メダルを獲得。同年度のアマチュア部門努力賞を受賞。東京都の青和観光株式会社に転職した2003年には全日本選手権3連覇を果たし、国体も含めアマチュア4冠を達成。同年の世界選手権大会ではベスト16入りし、同年度のアマチュア部門年間優秀選手賞を受賞。
2004年のアテネオリンピック出場を目標として日本国内予選を勝ち抜いたが、同年5月11日にカラチ（パキスタン）で開催されたアジア地区最終予選で1回戦敗退。本選出場を逃し引退を決意するが、同年の彩の国まごころ国体が出身地の埼玉県で開催されたこともあり、体調が万全でないまま出場し決勝まで進むものの細野悟（法政大学）に敗れた。国体後は再び引退の意思を固めてプロのジムやK-1などからの誘いも断ったが、ビータイトプロモーションの瀬端幸男の説得で引退を撤回し、瀬端がマネージャーを務めていたワタナベボクシングジムからプロへ転向することを決めた。

### プロ時代
アマチュアでの実績があったため、B級ライセンスのプロテストを受験し合格。
2005年7月16日、6回戦でプロデビュー。初回TKO勝ちを収める。

#### 東洋太平洋王座獲得
2007年9月8日、8戦目で空位のOPBF東洋太平洋スーパーフェザー級王座決定戦でナデル・フセイン（オーストラリア）と対戦し、8回TKO勝ちで王座奪取に成功した。その後、2009年10月まで5度の防衛に成功し、同年12月に王座返上。

#### WBA王座獲得と防衛
2010年1月11日、14戦目で世界初挑戦。東京ビッグサイトでWBA世界スーパーフェザー級王者フアン・カルロス・サルガド（メキシコ）に挑む。序盤から的確にパンチを集めて試合を優勢に進め、11回終了時点でポイントを大きくリード。判定でも勝利は間違いない状況であったが、最終12回も攻撃の手を緩めず、残り40秒を切ったところで王者からダウンを奪った。立ち上がった王者を連打で追撃し、12回2分48秒レフェリーストップによるTKO勝ち。無敗で王座獲得に成功した。
2010年5月17日、地元・埼玉県のさいたまスーパーアリーナ・コミュニティアリーナでWBA世界スーパーフェザー級12位でWBAフェデラテンスーパーフェザー級王者アンヘル・グラナドス（ベネズエラ）と対戦。身長185cmとスーパーフェザー級では異例の長身とウェルター級で戦った経験があるグラナドスを相手に序盤から的確にパンチをヒットさせ、6回に右フックでダウンを奪い、6回1分42秒レフェリーストップによるTKO勝ちで初防衛に成功した。
2010年9月20日、さいたまスーパーアリーナ・コミュニティアリーナでWBA世界スーパーフェザー級5位のロイ・ムクリス（インドネシア）と対戦。序盤から相手のボディーに効果的にパンチを浴びせて主導権を握る。迎えた5回、残り1分を切ったところで右ストレートをクリーンヒットさせたのを皮切りに、挑戦者をロープに詰めて一気に連打を浴びせ、ダウンを奪うと相手はそのまま立ち上がれず。結局、レフェリーはカウントを途中でストップ。5回2分27秒TKOで王座防衛に成功した。世界王座獲得から3戦続けてのKO勝利は、日本の世界王者としては初めて。ムクリスは試合後も起き上がることができず、担架に乗せられ会場近くの病院へ直行。左ほお骨骨折で入院を余儀なくされた。
2011年、1月14日 東京・文京区のJBC事務局にて前年11月にニカラグアで行われたWBA総会で受賞が決定したアジア優秀選手賞の記念品贈呈式が行われ、記念のプレートが贈呈された。。
2011年1月31日、東京・有明コロシアムでWBA世界スーパーフェザー級4位の三浦隆司（横浜光）と対戦した。当初、この試合は1月10日にWBA世界スーパーフェザー級暫定王者ホルヘ・ソリス（メキシコ）との王座統一戦となる予定だったが、ソリスが気管支肺炎を患ったため試合を辞退。それに伴い、三浦との日本人対決に変更となった。試合は3回に偶然のバッティングで右目上をカットし、さらに挑戦者の左ストレートでダウンを奪われたものの、その後は左ジャブを的確に当て続け、挑戦者の右目を腫れ上がらせる。そして、8回終了後のインターバルで挑戦者側が右目の視界を失ったことを理由に棄権しTKO勝ちで3度目の防衛成功。これで世界王座奪取から4連続（世界王座奪取前から数えると7連続）のKO勝ちとなった。試合終了後、内山は左ジャブを多用した理由として「試合中に右手を骨折していた」ことを明かした（診断の結果、骨折ではなく右手甲の手根骨と中手骨の脱臼であった）。また内山は3度目の防衛戦前の練習でも右拳を痛めていた為、試合後に右拳の手術を受けさせ、暫く防衛戦を組まなかった。
2011年12月31日、前回の防衛戦から11ヶ月間を置いてWBA世界スーパーフェザー級暫定王者ソリスと横浜文化体育館で対戦した。5回にソリスをぐらつかせるなど冷静に自分のペースを作って試合を運ぶ。11回開始直後に左フックでダウンを奪ったところでソリスは失神。レフェリーがノーカウントで試合をストップ。4度目の防衛と王座統一に成功した。奪取戦を含めた世界戦5連続KO勝ち、および世界タイトル統一戦KO勝ちは日本人選手では初となった。

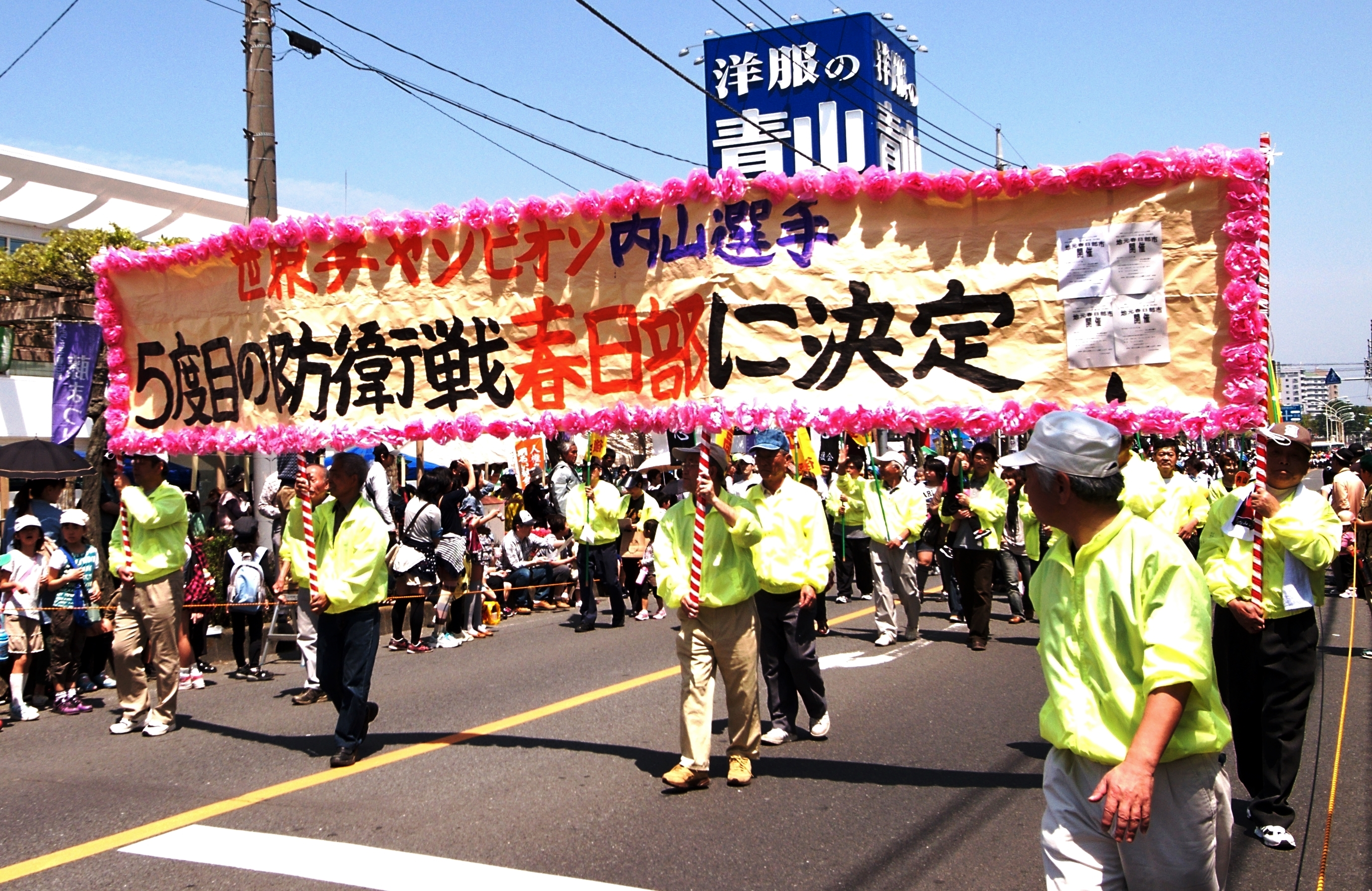
2012年4月、春日部藤まつりにて、内山の5度目の防衛戦の春日部市開催決定を祝う人々

2012年3月1日、WBA本部があるパナマ・パナマ市で前年度のWBA年間KO賞に選ばれ表彰式に出席した。WBAのKO賞を日本人が受賞したのは史上初の快挙だった。
2012年7月16日、地元のウィングハット春日部でWBA世界スーパーフェザー級6位のマイケル・ファレナス（フィリピン）と対戦したが、3回に内山が偶然のバッティングで右目上を負傷し試合続行が不可能となり、連続KO記録は途絶えたが3回負傷引き分けで5度目の防衛に成功した。負傷した部分は三浦戦でもカットしており、今回の試合では長さ6センチ、深さ8ミリの重度の裂傷だった。
2012年12月31日、大田区総合体育館でWBA世界スーパーフェザー級1位でWBA世界スーパーフェザー級暫定王者のブライアン・バスケス（コスタリカ）と対戦。中盤からボディブローを多用し、8回途中左フックで無敗の暫定王者バスケスをよろめかし、残り30秒からラッシュの猛攻で、相手をロープ際に追い込みレフェリーストップによる8回3分TKO勝ちで6度目の防衛と2度目の王座統一に成功した。
2013年5月6日、大田区総合体育館で元WBA世界フライ級王者ロレンソ・パーラの弟でWBA世界スーパーフェザー級10位のハイデル・パーラ（ベネズエラ）と対戦。5回に左ボディブロー一発でダウンを奪いカウントアウト。5回2分15秒KO勝ちで7度目の防衛に成功した。試合後にWBAからこれまでの防衛を称えられ、スーパーチャンピオンベルトを贈呈された。
2013年12月31日、大田区総合体育館で元日本スーパーフェザー級王者でWBA世界スーパーフェザー級4位の金子大樹（横浜光）と対戦。10回にダウンを奪われるもその後見事なリカバリーを見せ、12回3-0（3者とも117-110）の判定勝ちを収め8度目の防衛に成功した。
2014年12月31日、大田区総合体育館でWBA世界スーパーフェザー級9位のイスラエル・ペレス（アルゼンチン）と対戦。ジャブ、左ボディブローでペレスにダメージを蓄積させ、9回終了後のインターバルで挑戦者陣営が棄権を申し出たため、TKO勝ちで9度目の防衛に成功した。2015年1月17日、WBAは内山をWBAの2014年12月度の月間MVPに選出した。

#### スーパー王座認定
2015年2月21日、WBA世界スーパーフェザー級王座の9度の防衛中7度のKO防衛という試合内容が評価されスーパー王座に認定された。
2015年5月6日、大田区総合体育館でOPBF東洋太平洋スーパーフェザー級王者でWBA世界スーパーフェザー級7位のジョムトーン・チュワタナ（タイ）と対戦。右ストレートでダウンを奪い、立ち上がる素振りを見せないジョムトーンを見てレフェリーは試合をストップ。2回1分15秒KO勝ちを収め10度目の防衛に成功した。
2015年12月31日、大田区総合体育館でWBA世界スーパーフェザー級6位で元WBAフェデボルライト級王者のオリバー・フローレス（ニカラグア）と対戦。相手の左に合わせたボディブロー1発で3回1分47秒TKO勝ちを収め、トッド・モーガンと並ぶスーパーフェザー級歴代2位の防衛記録である11度目の防衛に成功した。2016年1月19日、WBAは内山をWBAの2015年12月度の月間MVPに選出した。
2016年4月27日、大田区総合体育館でWBA世界スーパーフェザー級暫定王者でWBA世界スーパーフェザー級1位のジェスレル・コラレスと対戦し、2回に3度ダウンを奪われて試合終了。2回2分59秒TKO負けを喫しブライアン・ミッチェルと並ぶスーパーフェザー級最多防衛タイ記録となる王座統一による12度目の防衛に失敗し王座から陥落した。

#### 現役続行
2016年10月12日、都内のジムで記者会見を開き、現役を続行すると宣言した。復帰戦は年末となり、ジェスレル・コラレスとの再戦が内定した。
2016年12月31日、大田区総合体育館でWBA世界スーパーフェザー級スーパー王者のジェスレル・コラレスと対戦し、12回1-2（112-115、110-117、114-113）の判定負けを喫し王座返り咲きに失敗した。

#### 現役引退
2017年7月29日、現役引退を表明した。

### 引退後
引退後はTBSを中心に各局の解説者を務めている。
2018年12月、東京都四谷三丁目にフィットネスジム「KOD LAB FITNESS BOXING」をオープンした。2020年2月16日、出身地である埼玉県春日部市にもジムを開設した。
2021年2月11日、国立代々木競技場で開催のチャリティーボクシングイベント『LEGEND』で日本スーパーフェザー級王者・坂晃典と対戦した。
2022年7月20日、後楽園ホールで現役を引退する元日本フェザー級王者・源大輝とヘッドギアなしの2分3ラウンドのスパーリングを行った。

## 世界的な評価、海外進出の頓挫の数々
『ノックアウト・ダイナマイト』の異名通りのハードパンチャーぶりに加えて豊富なアマチュア経験に裏打ちされた巧みな試合運びとディフェンス・テクニックにスピードを兼ね備え、世界王座の11度連続防衛に成功した。リングマガジンのパウンド・フォー・パウンドランキングにて、山中慎介に続いて日本人史上二人目となるランク入りを果たした。
しかし、その一方で日本国内だけでしか戦ったことがないため、海外のファンの間での知名度は低く、内山の名前を知っていても「ああ、日本からは決して出ていかない王者だろ」という認識にとどまった。内山本人は「ボクシングの聖地であるアメリカのラスベガスか、アジアのビッグマッチが開催される場所になってきた中国のマカオで試合がしたい」「メジャー4団体世界王座を統一するために他団体世界王者と対戦したい」「ニコラス・ウォータース、ミゲル・アンヘル・ガルシア、ユリオルキス・ガンボア、ワシル・ロマチェンコらアメリカを主戦場とするスター選手と対戦したい」と海外進出を希望する発言を度々繰り返したが、謙虚な人柄ゆえに海外進出のためのマッチメイクを強く自己主張することは少なく、所属するワタナベボクシングジムの渡辺均会長にマッチメイクを全権委任した。そのため、渡辺会長に対して「宝の持ち腐れだ」といったファンからの批判の声が後を絶たない。また、内山の防衛戦を中継してきたテレビ東京との放送日程の兼ね合いもアメリカ進出が実現しない一因となった（後述）。
2014年3月12日、世界的なボクシング・プロモーターであるトップランク社の社長ボブ・アラムは、5月17日にロサンゼルスで予定していたミゲル・アンヘル・ガルシア対ユリオルキス・ガンボア戦が、高額なファイトマネーをガンボアが要求したことによって交渉が決裂したことを発表すると共に、ガルシアの新たな対戦相手候補として内山の名前を挙げた。この試合の放映を予定するアメリカのボクシング中継の最大手テレビ局HBOはアメリカでの知名度が低い内山がガルシアの相手となることに難色を示しているものの、アラムは「ウチヤマはベリー、ベリー・グッドファイター。彼は4年間チャンピオンに君臨している。私は彼とガルシアの試合を実現させたい。おそらくマカオが候補地だ」、「私がプロモーターとして望むのはマイキーと、恐らくは世界一の130ポンド(スーパーフェザー級)であろう日本人王者との一戦だ。HBOが興味を持つかは知らない。彼らに聞いてくれ。マイキーは内山との試合を望んでいる。これに勝てば彼は世界中から最高の130ポンドだと認められるだろう。内山陣営は一週間後に私に会いにやって来る。彼らは戦いたがっているよ」とコメントした。ところが2014年4月15日にガルシアがトップランク社に対し、「2000年に設定された選手とプロモーターやマネジャーとの関係を規定する『モハメド・アリボクシング改革法』にトップランク社が違反している」と主張して契約の無効を訴える法廷訴訟を起こし、結局この裁判が決着する2016年4月まで丸2年間も試合ができなくなり、さらに訴訟が決着した後は階級をスーパーライト級に上げて復帰することを表明したため、内山との対戦は消滅した。
2015年5月7日、これまで内山はインタビューで海外進出を希望する発言こそしてきたものの、渡辺会長の立場を配慮して過去の防衛戦のマッチメイクは会長に全権委任してきたが、前日に世界王座10連続防衛に成功しての一夜明け会見にて、2桁防衛という区切りを迎えたのを機に渡辺会長に初めて海外進出させてほしいと直談判すると明言し、「海外で名前のある選手とやってみたい。この機会に会長とじっくり話すつもり。WBO王者ローマン・マルチネス、ニコラス・ウォータース、ユリオルキス・ガンボアなどとの見たことがない対戦カードがいい」とコメント。それを受けて渡辺会長も「今まで文句を言わず、試合を受け入れてくれた。海外でやるメリット、デメリットを説明し、希望を実現できる方向で動く」と秋頃の11度目の防衛戦での海外進出を目指すとコメントした。しかし、ワタナベジムはテレビ東京中継の元で内山の防衛戦をメインイベントとした大晦日興行を2011年から毎年開催しており、内山が秋に試合をすると日程的に大晦日への参戦は難しくなり、テレビ東京が難色を示したため、次戦は大晦日に国内開催となった。
2015年12月21日、大晦日の11度目の防衛戦を10日後に控えた公開練習にて、渡辺会長が「2016年の春にアメリカでニコラス・ウォータースとの対戦実現に向けて、ウォータースのプロモーターであるトップランク社と既に交渉を行っている」「今回の試合で怪我をしなければ決まるのではないか。可能性は高い」と明言。さらに、内山は2011年1月の3度目の防衛戦で右拳を負傷して以来、右の強打を全力で打つことが出来ないまま戦い続けてきたが、その右拳も2014年の年末に回復し、さらに長年苦しんできた左肘の怪我も2015年5月に手術を受けたことで痛みが消え、「どこにも痛みのない状態で戦えるのは5年ぶり」と内山がコメントしたことを受けて渡辺会長は「これまで内山の海外進出を躊躇していたのは怪我の影響。今回の試合で強さを証明して次の話に入りたい。態勢は整っている」と説明した。そして10日後に内山はほぼノーダメージの3回KO勝ちで11度目の防衛に成功。遂に海外進出を阻む障害は無くなった。
2016年1月15日、東京スポーツのインタビューにて渡辺会長は、2000年代～2010年代における世界のボクシング界最大のスーパースターであるマニー・パッキャオの引退試合が行われる2016年4月9日のトップランク社主催興行のセミファイナルで内山vsウォータース戦が行われるという破格の待遇でのビッグマッチが行われる可能性があることを明かしたものの、渡辺会長は「パッキャオと同じ興行とかは避けたい。内山の後援会の人達が応援に行きたくても、チケットが取れなくなってしまうから」とコメントしたことで、日本ボクシング史上最大規模のビッグマッチの機会を後援会のためだけに潰すことに対してバッシングが起きた。
パッキャオ引退興行での実現はなくなったものの、ウォータースとの対戦交渉は継続され、「かなりの段階まで進展していた」と渡辺会長は強調していたが、試合を放送する米国最大手のテレビ局HBOが内山vsウォータース戦に難色を示し、加えてHBOのスポーツ部門の責任者が交代したばかりで予算も年々縮小されていっている最中にウォータースが高額なファイトマネーをトップランクとHBOに要求したことによって交渉は難航。そして最終的には1月28日、WBAからWBA世界スーパーフェザー級正規王者ハビエル・フォルトゥナ（ドミニカ共和国）と統一戦を行うよう指令され、30日以内に交渉がまとまらなければ入札を行うと通達されたため、仮にウォータースとの対戦交渉が成立したとしてもフォルトゥナとの統一戦を拒否してウォータースとの対戦を強行した場合、WBAとの交渉次第ではあるが世界王座を剥奪される可能性も有り得るため、ウォータースとの対戦は消滅した。なお、ウォータースは内山との対戦が消滅した後は同じくトップランク傘下のワシル・ロマチェンコとの対戦が浮上したが、ここでもウォータースはファイトマネー100万ドルを要求したため、交渉は決裂している。
ウォータースとの対戦こそ一旦消滅したものの、代わりに浮上したハビエル・フォルトゥナは地味ながらテクニシャンとして知られており、2016年2月12日に行われた2015年年間表彰式にて年間MVPを受賞した際に内山も「フォルトゥナと先にやって、次にウォータースがいい。フォルトゥナはテクニシャンでやりづらい。ウォータースはかみ合うと思うけど、身体能力が高いし、野性的な動きが読みづらい。比較できないが、うまさと強さ、両方撃破すれば海外での評価も上がると思うし今年中に二人と戦いたい。やれるのならラスベガスで。ビッグマッチをやりつつ、具志堅さんの持つ日本人世界王座最多防衛記録の13度を超えられれば最高」と前向きに捉え、渡辺会長は「フォルトゥナとの交渉を優先している。内山の夢を叶えられるなら、ファイトマネーが多少安くてもアメリカで防衛戦を行えるよう努力したい」と日本開催にこだわらない考えを示したが、その一方で「フォルトゥナ側が再提示するファイトマネーが一定条件を満たさなければ、試合は日本開催となる可能性が高い」と矛盾する姿勢も示した。また、フォルトゥナのプロモーターであるサンプソン・ボクシング社のサンプソン・リューコーイッツは、WBAが内山vsフォルトゥナの対戦指令をまだ出していなかった2015年10月1日の時点のインタビューにて自身が長年プロモートしたアンセルモ・モレノが山中慎介に挑戦した試合を例に挙げて「明らかにモレノが勝っていたにも関わらず酷い地元判定でモレノの勝利が盗まれた事に失望した。フォルトゥナを内山と対戦させることに問題は無いが、絶対に日本ではやりたくない。やるならアメリカ国内であればどこでも戦う。ドミニカ人のフォルトゥナと日本人の内山が中立国のアメリカで戦うのが一番だ」とコメントしていた。
その後、アメリカで対戦することを前提に交渉を進めたものの、交渉は決裂。渡辺会長は具体的な内容は明かさなかったものの、こちらもテレビ局のハードルをクリアできなかったとコメントした。そのため日本開催に切り替えて再交渉したものの、日本のジャッジに強い不信感を抱くフォルトゥナ陣営が「ジムが潰れるような高額ファイトマネーを要求された」（東スポの報道では35万ドル=約4千万円）ため、再び交渉決裂。両陣営による通常であれば興行権の入札が行われるが、渡辺会長は内山を先に暫定王者ジェスレル・コラレスと対戦させ、コラレス戦後に再度フォルトゥナと対戦交渉を行う事をWBAに申請し、許可されたため、日本でコラレスと対戦することになった。
ボクシングマガジン2016年3月号の巻頭インタビューにて「今回もアメリカ進出を逃したら、ちょっともう何を目指して練習したらいいのか分からない」とまで吐露していた内山は、世界的にも全く無名のコラレスとの日本での12度目の防衛戦が発表された会見でも「正直、モチベーションが下がった」と初めて公の場で自身のマッチメイクへの不満を露わにした。また、内山の世界戦を中継してきたテレビ東京は、具志堅用高の持つ最多連続防衛記録更新が懸かった14度目の防衛戦を大晦日に日本国内で実現させたいと意向であるため、2016年内のアメリカ進出のチャンスはコラレス戦に勝利した後の9月頃までの4カ月程度しか残されておらず、11月には37歳となり肉体の衰えと引退の時は近づいている。これまでマッチメイクに文句を言わずに戦ってきた義理人情に厚い内山に対して「コラレスに勝利した後は念願のアメリカ進出のために我が侭を通してもいいのではないか」と指摘する声もある。
2016年12月29日、同年4月27日のジェスレル・コラレスとの間で行われたWBA世界スーパーフェザー級王座統一戦がファイトニュース・ドットコムの2016年度のアップセット・オブ・ザ・イヤーに選出された。

## エピソード
辰吉丈一郎の試合をテレビで見て、辰吉に憧れボクシングを始めたと語っている。
- ゲームセンターのパンチングマシンで700kgを記録し、マシンを壊したことがある[61]。
- 青和観光勤務時代は優秀な営業マンであった。アマチュアのころから畑山隆則に憧れを抱き好きな世界戦は畑山坂本戦だと語っている、自身のプロ転向後も、初めて会う人に対しては、自分を知ってもらうために常に携帯している資料を見せる。試合後のあいさつ回りもきっちりと行うなど、ファンを喜ばせるための大変な努力をしている。そのため、早い時期から自らの時間のすべてをボクシングに費やすことが可能となった。なお、デビュー戦のファイトマネーは本来現金とチケットの支払いであるところを敢えて全額チケットで受け取り完売したと言う(総額500万円程度)伝説も持っている。
- 2009年11月には実弟の篤も松田ボクシングジムからプロデビューした[62]。
- キックボクサーの日菜太とは練習仲間である。内山自身も2004年の国体後にK-1からオファーを貰ったが、当時はまだ内山に合った軽い階級が無かったことに加え、アテネオリンピック出場を逃したことで引退を考えていたため断っている。
- 2010年10月1日に出身の埼玉県春日部市より、「かすかべ親善大使」に委嘱された。同年11月5日には母校の埼玉県春日部市立内牧小学校から「ようこそ先輩!」集会に招かれ、624人の全校児童を前に練習の苦しさ、それを耐えた先にある楽しいことやうれしいこと、継続することの大事さを語った[63]。春日部市は2012年度から内山を題材にした道徳の授業を始めており、目標を立てても最後までやり遂げることが苦手な子が多く、「夢をあきらめず、努力すること」の大切さを学ばせている[64]。
- 2013年4月4日にボクサーでは初のジュニア野菜ソムリエの取得に成功し、日本野菜ソムリエ協会の「野菜ソムリエ　アンバサダー」に任命された[65]。
- 7度目の防衛戦より親交の深いロックシンガー岡本隆根の「HIT MAN!」を公認サポーターソングとして防衛成功後の退場シーンなどで流れている。この曲は内山本人も岡本との共作という形で作詞、コーラスにも参加している[66]。
- 動物好きであり、特に愛猫家である。引退会見では「将来は猫カフェを開きたい」とコメントした事がある。インスタグラムには内山が飼っている猫の写真がよく掲載されている。

## 戦績
- アマチュアボクシング：113戦 91勝 (59KO・RSC) 22敗
- プロボクシング：27戦 24勝 (20KO) 2敗 1分

| 戦           | 日付           | 勝敗 | 時間     | 内容    | 対戦相手                               | 国籍           | 備考                                              |
| ------------ | -------------- | ---- | -------- | ------- | -------------------------------------- | -------------- | ------------------------------------------------- |
| 1            | 2005年7月16日  | ☆    | 1R 0:35  | KO      | チャンデッド・シスラムカムヘン         | タイ           | プロデビュー戦                                    |
| 2            | 2005年9月29日  | ☆    | 1R 2:57  | KO      | 上野克義 （ウエストジャパン）          | 日本           |                                                   |
| 3            | 2005年11月19日 | ☆    | 1R 2:39  | TKO     | 朴萬得                                 | 韓国           |                                                   |
| 4            | 2006年9月13日  | ☆    | 8R       | 判定3-0 | 遠藤智也 （ドリーム）                  | 日本           |                                                   |
| 5            | 2006年12月9日  | ☆    | 3R 1:45  | KO      | モセス・セラン                         | インドネシア   |                                                   |
| 6            | 2007年2月10日  | ☆    | 10R      | 判定3-0 | ムアンファーレック・ギャットウィチアン | タイ           |                                                   |
| 7            | 2007年6月2日   | ☆    | 3R 2:01  | KO      | 白承元                                 | 韓国           |                                                   |
| 8            | 2007年9月8日   | ☆    | 8R 1:32  | KO      | ナデル・フセイン                       | オーストラリア | OPBF東洋太平洋スーパーフェザー級王座決定戦        |
| 9            | 2008年2月2日   | ☆    | 10R 1:37 | TKO     | 山﨑晃 （六島）                        | 日本           | OPBF防衛1                                         |
| 10           | 2008年6月12日  | ☆    | 12R      | 判定3-0 | 阪東ヒーロー （ファミリーフォーラム）  | 日本           | OPBF防衛2                                         |
| 11           | 2008年11月1日  | ☆    | 4R 1:55  | TKO     | 文炳圭                                 | 韓国           | OPBF防衛3                                         |
| 12           | 2009年5月2日   | ☆    | 5R 1:05  | TKO     | トーン・ポー・チョークチャイ           | タイ           | OPBF防衛4                                         |
| 13           | 2009年10月3日  | ☆    | 7R 1:01  | TKO     | アーロン・メルガレホ                   | フィリピン     | OPBF防衛5→返上                                    |
| 14           | 2010年1月11日  | ☆    | 12R 2:48 | TKO     | フアン・カルロス・サルガド             | メキシコ       | WBA世界スーパーフェザー級タイトルマッチ           |
| 15           | 2010年5月17日  | ☆    | 6R 1:42  | TKO     | アンヘル・グラナドス                   | ベネズエラ     | WBA防衛1                                          |
| 16           | 2010年9月20日  | ☆    | 5R 2:27  | TKO     | ロイ・ムクリス                         | インドネシア   | WBA防衛2                                          |
| 17           | 2011年1月31日  | ☆    | 8R 終了  | TKO     | 三浦隆司（横浜光）                     | 日本           | WBA防衛3                                          |
| 18           | 2011年12月31日 | ☆    | 11R 0:19 | TKO     | ホルヘ・ソリス                         | メキシコ       | WBA世界スーパーフェザー級王座統一戦 WBA防衛4      |
| 19           | 2012年7月16日  | △    | 3R 1:15  | 負傷    | マイケル・ファレナス                   | フィリピン     | WBA防衛5                                          |
| 20           | 2012年12月31日 | ☆    | 8R 3:00  | TKO     | ブライアン・バスケス                   | コスタリカ     | WBA世界スーパーフェザー級王座統一戦 WBA防衛6      |
| 21           | 2013年5月6日   | ☆    | 5R 2:15  | KO      | ハイデル・パーラ                       | ベネズエラ     | WBA防衛7                                          |
| 22           | 2013年12月31日 | ☆    | 12R      | 判定3-0 | 金子大樹（横浜光）                     | 日本           | WBA防衛8                                          |
| 23           | 2014年12月31日 | ☆    | 9R 終了  | TKO     | イスラエル・ペレス                     | アルゼンチン   | WBA防衛9→スーパー王座に認定                       |
| 24           | 2015年5月6日   | ☆    | 2R 2:15  | KO      | ジョムトーン・チュワタナ               | タイ           | WBA防衛10                                         |
| 25           | 2015年12月31日 | ☆    | 3R 1:47  | TKO     | オリバー・フローレス                   | ニカラグア     | WBA防衛11                                         |
| 26           | 2016年4月27日  | ★    | 2R 2:59  | KO      | ジェスレル・コラレス                   | パナマ         | WBA世界スーパーフェザー級王座統一戦 WBA陥落       |
| 27           | 2016年12月31日 | ★    | 12R      | 判定1-2 | ジェスレル・コラレス                   | パナマ         | WBAスーパー・世界スーパーフェザー級タイトルマッチ |
| テンプレート |                |      |          |         |                                        |                |                                                   |

## 獲得タイトル

### アマチュア
- キングスカップ（国際大会）銅メダル
- 2003年AIBA世界ボクシング選手権ベスト16
- 第71回全日本選手権大会ライト級優勝
- 第72回全日本選手権ライト級優勝
- 第57回よさこい高知国体成年の部ライト級優勝
- 第73回全日本選手権ライト級優勝

### プロ
- 第35代OPBF東洋太平洋スーパーフェザー級王座（防衛5=返上）
- WBA世界スーパーフェザー級王座（防衛9=スーパー王座に認定）
- WBA世界スーパーフェザー級スーパー王座（防衛2）

### 受賞歴
- プロ・アマチュア年間表彰
  - 2002年度アマチュア部門　努力賞
  - 2003年度アマチュア部門　優秀選手賞
  - 2010年度プロ部門　殊勲賞・KO賞[67] 　
  - 2011年度プロ部門　技能賞・KO賞[68]
  - 2012年度プロ部門　殊勲賞[69]
  - 2013年度プロ部門　技能賞・年間最高試合賞（2013年12月31日 WBA世界スーパーフェザー級タイトルマッチ 内山高志 vs. 金子大樹）[70]
  - 2014年度プロ部門　敢闘賞[71]
  - 2015年度プロ部門　最優秀選手賞・KO賞[72]
  - 2017年度プロ部門　特別功労賞[73]
- 2010年度WBAアジア優秀選手賞
- 2011年度WBA年間KO賞
- WBA 2014年12月度月間MVP
- WBA 2015年12月度月間MVP
- 第20回日刊バトル大賞 ボクシング部門MVP（2015年）[74]
- アスリート･ドレッサー賞（2016年）[75]
- ファイトニュース・ドットコム アップセット・オブ・ザ・イヤー（2016年4月27日 WBA世界スーパーフェザー級王座統一戦 内山高志 vs. ジェスレル・コラレス）
- 日本プロスポーツ大賞 功労賞（2017年）[76]

## 著書
- 心は折れない　（廣済堂出版、2011年12月）

### 写真集
- 漸進　（日刊スポーツ新聞社出版、2015年11月）[77]

### 漫画
- もっと‥‥もっと！！プロボクサー内山高志 作者：林壮太

## 出演
俳優として以下の作品に出演している。

### 映画
- 「タッチ」（2005年）ボクサー 役。 - プロデビュー戦と2戦目の間に公開された。

### カラオケ
- 「チャンピオン」アリス（UGA、旧U-kara）主演・ボクサー役。

### ゲーム
- PlayStation Portable用ソフト「クロヒョウ 龍が如く新章」（セガ）荒巻毅 役

### CM
- レマコム
- SMBCコンシューマーファイナンス「プロミス」 - 皇治と共演。